# Шумейкер, Юджин
Юджин Шумейкер (англ. Eugene Shoemaker, полное имя: Eugene Merle Shoemaker; 28 апреля 1928, Лос-Анджелес, Калифорния — 18 июля 1997, Алис-Спрингс, Австралия) — американский геолог и планетолог. Основатель нового научного направления — астрогеологии. Один из первооткрывателей кометы Шумейкеров — Леви 9, которая в 1994 году врезалась в Юпитер.
Член Национальной академии наук США (1980).
Юджин Шумейкер погиб 18 июля 1997 года на 70-м году жизни в автокатастрофе во время исследований метеоритного кратера в Австралии.
Он стал первым человеком, чьи останки похоронены на Луне: унцию праха Юджина Шумейкера отправили туда на борту аппарата Lunar Prospector. Кратер на лунном южном полюсе, куда 31 июля 1999 года упал окончивший свою миссию аппарат, получил название «кратер Шумейкер». Имя учёного увековечено также в наименованиях астероида (2074) Шумейкер и ударного кратера Шумейкер в Австралии, в честь него назван космический аппарат NEAR Shoemaker.
В 2020 году популярная финская метал-группа Nightwish записала песню Shoemaker, посвящённую Юджину, и включила её в альбом Human. :II: Nature.

## Награды
- 1981 — Мемориальные лекции Вейцмана
- 1983 — G. K. Gilbert Award[англ.], Американское геологическое общество
- 1992 — Национальная научная медаль США
- 1996 — Медаль Уильяма Боуи[англ.]
- 1996 — Силлимановская лекция
- 1998 — Медаль Джеймса Крейга Уотсона (посмертно)